# Jonatha Brooke
Jonatha Brooke (23 de enero de 1964) es una cantante, compositora y guitarrista de Massachusetts.
Su música combina elementos del folk, el rock y el pop, a menudo con letras intensas y complejas armonías. Ha sido artista desde la década de 1980, y sus canciones han sido utilizadas en programas de televisión y películas.

## Educación
Jonatha Brooke asistió a la Shady Hill School, en Cambridge, Massachusetts. Luego se graduó de la Escuela Commonwealth en Boston antes de asistir al prestigioso Amherst College.

## Carrera

### Comienzos
Jonatha Brooke y compañera de Boston Jennifer Kimball comenzaron a tocar música juntas en la década de los 80, después de haberse reunido en Amherst. Actúan regularmente durante sus años de universidad. Sus canciones populares fueron marcadas por "el ingenioso juego de palabras y suntuosas armonías," según un crítico de música. Otro crítico sugiere que Brooke fue la creativa dinamo detrás del equipo. Otro sugirió que muchos de los artistas de esta época fueron inspirados por Joni Mitchell a luchar por conseguir hacer excelente música, buenas letras y cantarlas bien. Brooke a veces fue agrupada con el surgimiento talentos de la década de los 90 como las Indigo Girls, Sheryl Crow, Shawn Colvin, y Mary Chapin Carpenter.
En 1989, el dúo toca en el circuito de cafeterías y en la radio como The Story y son descritas como un ejemplo de la "estética de cantautoras folk-rock". Ese año crearon un demo llamado a Over Oceans. Firmaron con el sello independiente Green Linnet, que en 1991, editó su álbum debut de larga duración titulado Grace in Gravity. Más tarde Elektra Records firmó con el dúo y reeditó su álbum de debut. Su segundo álbum, The Angel in the House, fue lanzado en 1993, destacando sus complejas y, a veces disonantes armonías.
Un crítico de música describe su enfoque como "levitando" entre canciones fuertes acerca de "Dios, la iglesia, la muerte, la opresión de las mujeres, la auto-represión, madres e hijas". Sus canciones evitaban hábilmente la pesadez con una cierta flotabilidad de la melodía y/o espíritu y con "sofisticados cambios armónicos." El dúo fue comparado con artistas como Suzanne Vega y Indigo Girls.

### Carrera en solitario
En 1994, Brooke prosiguió su carrera en solitario. Un crítico describió a Brooke como poseedora de una "hermosa voz de soprano" y estima sus "pegadizas melodías originales y espinosas letras". De su primer esfuerzo en solitario, el álbum Plumb (1995) People Magazine señaló que "Brooke se desliza a través de conmovedoras y multifacéticas canciones con su dulce, insinuante voz. El efecto de límpidas composiciones tales como "Nothing Sacred" y "Inconsolable" es a la vez deslumbrante y desgarradoramente triste." Su siguiente álbum 10 Cent Wings obtuvo una reseña en la Revista Billboard, en la cual se declaró que "10 Cent Wings es esencial, como hacer una respiración profunda después de presenciar algo magnífico."

### Independiente
La evolución de la dinámica del negocio de la música en el medio de la década de los 90 llevaba hacia un patrón de "vender o perecer" y hacia una "más ágil y más dinámica industria discográfica," como un crítico describió la industria musical en la década de los 90. "Yo estaba en el medio de una gira nacional cuando MCA me dejó," recordó Brooke. "Eres una princesa en el trono, y la próxima semana, nadie va a devolver tus llamadas telefónicas", comentó a un reportero.
Ella recordó: "me di cuenta de que nada había cambiado. Yo no tenía un contrato con MCA Records, no tenía tour de apoyo, y no iba a hacer un vídeo, que me habían prometido. Pero los recitales se seguían llenando, mi público todavía estaba allí y no importa si estaba dentro o no era parte del conglomerado musical. Eso era realmente estimulante y reconfortante al tiempo."
Entonces sin el apoyo de una discográfica, ella llegó a ser conocida como una pionera "de la vanguardia mundial del do-it-yourself" vendiendo mediante el uso de Internet, de forma creativa para llegar a los fanes. Grabó "Jonatha Brooke Live" (1999) en su propia etiqueta  Bad Dog Records. En principio se vendían a través de Internet. Ella empaquetaba y enviaba por correo los 2.500 ejemplares y autografía cada uno para darle un toque personal.
Los críticos escribieron en su mayoría críticas positivas. Descrito como una "aparentemente una fuente inagotable de anécdotas" y un "perfectamente diseñado exuberante telón de fondo para las canciones que reflexionan con nostalgia sobre el amor y el destino," a pesar de que "las emociones estaban a menudo oscurecidas por complejos mecanismos y hermosas armonías vocales." Otro crítico describió sus primeras canciones como "introspectivas, a veces sombrías en la línea de Joni Mitchell". Otro describe su música como "folk contemporáneo". Se mudó a Malibu en California, en el año 2000.

### La década de los 2000
Su siguiente álbum, Steady Pull (2001) refleja "alivio y optimismo". Lo publicó de nuevo en su propio sello, comentando que "habían todavía un montón de rincones oscuros en este disco, pero yo quería empujar los límites." Un crítico dijo que ella se abrió más con este álbum. Su canción "New Dress" (con voz de fondo del vocalista de Crowded House, Neil Finn) denotaba felicidad romántica. Este álbum influenciado por el rock, fue coproducido por Brooke y el ingeniero musical Bob Clearmountain, que había trabajado con artistas como Bryan Adams, The Rolling Stones, The Corrs, y Hall & Oates. Más tarde, su canción "Your House" fue incluida por la ABC en la serie titulada Once and Again. Brooke fue presentada como vocalista invitada con artistas como Lisa Loeb, Chris Botti y Patty Larkin, y ha coescrito temas para el álbum de Joe Sample, The Pecan Tree.
En 2002 se mudó de California a Nueva York y se casó con el mánager Patrick Rains. Interpretó dos canciones de la banda sonora de la película de Disney, Volver al país de Nunca Jamás (2002), basada en la historia de Peter Pan, contribuyendo con su canción original "I'll Try" y una versión de "The Second Star to the Right".
En 2003, Brooke vuelve a publicar su canción "War" como una protesta contra la Guerra del Golfo. En 2004, se publicó el álbum Back in the Circus con nuevo material, además de versiones de canciones de The Alan Parsons Project, The Beach Boys, y James Taylor. El álbum también fue lanzado en el Reino Unido en 2005 y combina temas con varias canciones de Steady Pull. La revista Rolling Stone lo describió como "equipado con cuidadosamente detalladas canciones." En agosto de 2006, publicó una combinación de CD y DVD titulado" Live in New York. En abril de 2007, Brooke publica el álbum Cuidado con lo que deseas a través de Rykodisc distribution. "El ambiente del álbum," escribió en las notas para los reporteros, "fue de arriesgarse, de estar en el borde, jugando a ver lo que podía venir."
Algunas de sus canciones han sido cantadas por otros artistas. Su tema "Because I Told You So" de Ten Cent Wings  por Nick Lachey en su álbum de 2006, Lo que queda de Mí. Su canción "Inconsolable" de Plumb apareció en un episodio de TV de Buffy the Vampire Slayer titulado "Prophecy Girl". Su creador Joss Whedon fichó a Brooke para crear el tema "What You Don't Know," para la serie de TV Dollhouse protagonizada por Eliza Dushku.
En 2008, Brooke apareció en la banda sonora de la película Tinker Bell  con la canción "Be True". La banda sonora de la película fue lanzada el 14 de octubre de 2008, una semana antes del lanzamiento en DVD y contiene canciones de e inspiradas por la película. 
En febrero de 2008, Brooke registra The Works que fue su séptimo lanzamiento solista. Este trabajo fue inspirado por la música de la leyenda del folk Woody Guthrie. Brooke fue invitada por la hija de Guthrie, Nora para tamizar a través de los archivos privados y buscar a través del material inédito, para posibles adaptaciones. Brooke dijo que estaba "herida" con la tarea de Guthrie y que hacerlo era como "ir a la iglesia." A ella le gustaban su poéticas canciones de amor como "My Sweet and Bitter Bowl" y sus canciones más comprometidas, como "My Battle" y su "espectro completo de la locura", como ella lo describe en sus escritos. En el álbum colaboraron destacados músicos, incluyendo al teclista Joe Sample, el bajista Christian McBride, el baterista Steve Gadd, y el  guitarrista pedal steel Greg Leisz.
El crítico Scott Alarik en el Boston Globe, describió su tema "My Sweet and Bitter Bowl" como "sobresaliente", y describió la suite completa de canciones como "sólida". El crítico describió el álbum como un " Registro de Brooke" y no "de Guthrie". Otro crítico describió el álbum como de "letras de Woody Guthrie" con "una nueva voz, dentro del estilo elegante de Brooke. Si el trovador del Dust Bowl se hubiera matriculado en Amherst, habría sonado como este álbum." 
En 2008, participó en el álbum de música  Canciones para el Tíbet, una iniciativa para apoyar al Dalai Lama, Tenzin Gyatso. El álbum fue publicado el 5 de agosto a través de iTunes y el 19 de agosto en las tiendas. En 2009, compartió tareas vocales con Davy Knowles en la canción "Taste of Danger" en el álbum Coming Up For Air de Davy Knowles & Back Door Slam.
Brooke fue juez de las ediciones 5.ª, 9.ª, 10.ª y 11.ª anual de los Premios de la Música Independiente. Brooke dijo en una entrevista, que su colaboración con otros artistas preferida fue la canción "Perdón" con Chris Botti (en su CD de 2002, Lo Mejor de Chris Botti).

### La década de los 2010
En 2010, Jonatha Brooke actúa como telonera de la gira francesa de Nolwenn Leroy, cantando canciones en inglés y en francés, y se unió a Nolwenn Leroy para algunos duetos.
En febrero de 2014, Brooke actuó en su obra para una sola actriz Mi Madre Tiene 4 Narices, una pieza off-Broadway representada en el Teatro Duke en Nueva York. La obra, escrita por Brooke, relata en las palabras y la música de Brooke la relación con su madre, que sufría de demencia. Obtuvo críticas favorables, incluyendo un "NY Times Critics' pick designation". Lanzó un CD con el mismo título, que un crítico describió como "un álbum íntimo, lleno de calidez y de tristeza."
En octubre de 2016, Jonatha publicó el álbum Midnight. Hallelujah. Grabado en Sweetwater Studios en Fort Wayne, IN, y mezclado por Bob Clearmountain, la colección cuenta con una mezcla más amplia de instrumentos que sus dos anteriores álbumes. Brooke apoyó el lanzamiento del álbum con una gira por los Estados Unidos.

## Discografía
| Álbum                     | Año  | Sello             | Notas                      |
| ------------------------- | ---- | ----------------- | -------------------------- |
| Grace in Gravity          | 1991 | part of The Story |                            |
| The Angel in the House    | 1993 | Elektra           | part of The Story          |
| Plumb                     | 1995 | Blue Thumb        | Tommy LiPuma = label owner |
| 10 Cent Wings             | 1997 | MCA               |                            |
| Jonatha Brooke Live       | 1999 | Bad Dog Records   |                            |
| Steady Pull               | 2001 | Bad Dog Records   |                            |
| Back in the Circus        | 2004 | Bad Dog Records   |                            |
| Live in New York          | 2006 | Bad Dog Records   | CD/DVD set                 |
| Careful What You Wish For | 2007 | Bad Dog Records   |                            |
| The Works                 | 2008 | Bad Dog Records   |                            |
| My Mother Has 4 Noses     | 2014 | Bad Dog Records   |                            |
| Midnight. Hallelujah.     | 2016 | Bad Dog Records   |                            |